# Marcella Mesker
Marcella Mesker (23 maggio 1959) è un'ex tennista olandese.

## Carriera
In carriera ha vinto un titolo in singolare e 6 titoli di doppio. Nei tornei del Grande Slam ha ottenuto il suo miglior risultato raggiungendo la finale di doppio agli Australian Open nel 1979, in coppia con l'australiana Leanne Harrison.
In Fed Cup ha disputato un totale di 43 partite, ottenendo 25 vittorie e 18 sconfitte.

## Statistiche

### Singolare

#### Vittorie (1)
| Numero | Anno         | Torneo                                    | Superficie | Avversaria in finale | Punteggio     |
| 1.     | 2 marzo 1986 | Virginia Slims of Oklahoma, Oklahoma City | Sintetico  | Lori McNeil          | 6-4, 4-6, 6-3 |

### Doppio

#### Vittorie (6)
| Numero | Anno             | Torneo                                    | Superficie  | Compagna              | Avversarie in finale            | Punteggio     |
| 1.     | 15 maggio 1983   | WTA Swiss Open, Lugano                    | Terra rossa | Christiane Jolissaint | Petra Delhees Pat Medrado       | 6–2, 3–6, 7–5 |
| 2.     | 22 gennaio 1984  | Virginia Slims of Denver, Denver          | Cemento     | Anne Hobbs            | Sherry Acker Candy Reynolds     | 6–2, 6–3      |
| 3.     | 29 gennaio 1984  | Pittsburgh Open, Pittsburgh               | Sintetico   | Christiane Jolissaint | Anna-Maria Fernández Trey Lewis | 7–6, 6–4      |
| 4.     | 13 maggio 1984   | WTA Swiss Open, Lugano                    | Terra rossa | Christiane Jolissaint | Iva Budařová Marcela Skuherská  | 6–4, 6–3      |
| 5.     | 10 novembre 1985 | Hilversum Trophy, Hilversum               | Sintetico   | Catherine Tanvier     | Sandra Cecchini Sabrina Goleš   | 6–2, 6–2      |
| 6.     | 2 marzo 1986     | Virginia Slims of Oklahoma, Oklahoma City | Sintetico   | Pascale Paradis       | Lori McNeil Catherine Suire     | 2–6, 7–6, 6–1 |

### Doppio

#### Finali perse (8)
| Numero | Anno             | Torneo                                   | Superficie  | Compagna              | Avversarie in finale               | Punteggio     |
| 1.     | 2 gennaio 1980   | Australian Open, Melbourne               | Erba        | Leanne Harrison       | Judy Chaloner Diane Evers          | 2-6, 6-1, 0-6 |
| 2.     | 6 gennaio 1985   | Port St. Lucie Open, Port St. Lucie      | Cemento     | Christiane Jolissaint | Betsy Nagelsen Paula Smith         | 3-6, 4-6      |
| 3.     | 10 marzo 1985    | US Indoors, Princeton                    | Sintetico   | Elizabeth Smylie      | Martina Navrátilová Pam Shriver    | 5-7, 2-6      |
| 4.     | 17 marzo 1985    | Virginia Slims of Dallas, Dallas         | Sintetico   | Pascale Paradis       | Barbara Potter Sharon Walsh        | 7–5, 4–6, 6-7 |
| 5.     | 11 agosto 1985   | Canada Open, Toronto                     | Cemento     | Pascale Paradis       | Gigi Fernández Martina Navrátilová | 4–6, 0-6      |
| 6.     | 15 dicembre 1985 | Toray Pan Pacific Open, Tokyo            | Cemento     | Elizabeth Smylie      | Claudia Kohde Kilsch Helena Suková | 0–6, 4-6      |
| 7.     | 24 maggio 1987   | Internationaux de Strasbourg, Strasburgo | Terra rossa | Kathleen Horvath      | Jana Novotná Catherine Suire       | 0–6, 2–6      |
| 8.     | 12 luglio 1987   | Belgian Open, Knokke                     | Terra rossa | Kathleen Horvath      | Bettina Bunge Manuela Maleeva      | 6–4, 4–6, 4-6 |